# Ролан, Лоран
Филипп Лоран Ролан (фр. Philippe-Laurent Roland; 13 августа 1746[…], Понт-а-Марк — 11 июля 1816[…], Париж) — французский скульптор, представитель классицизма.

## Биография

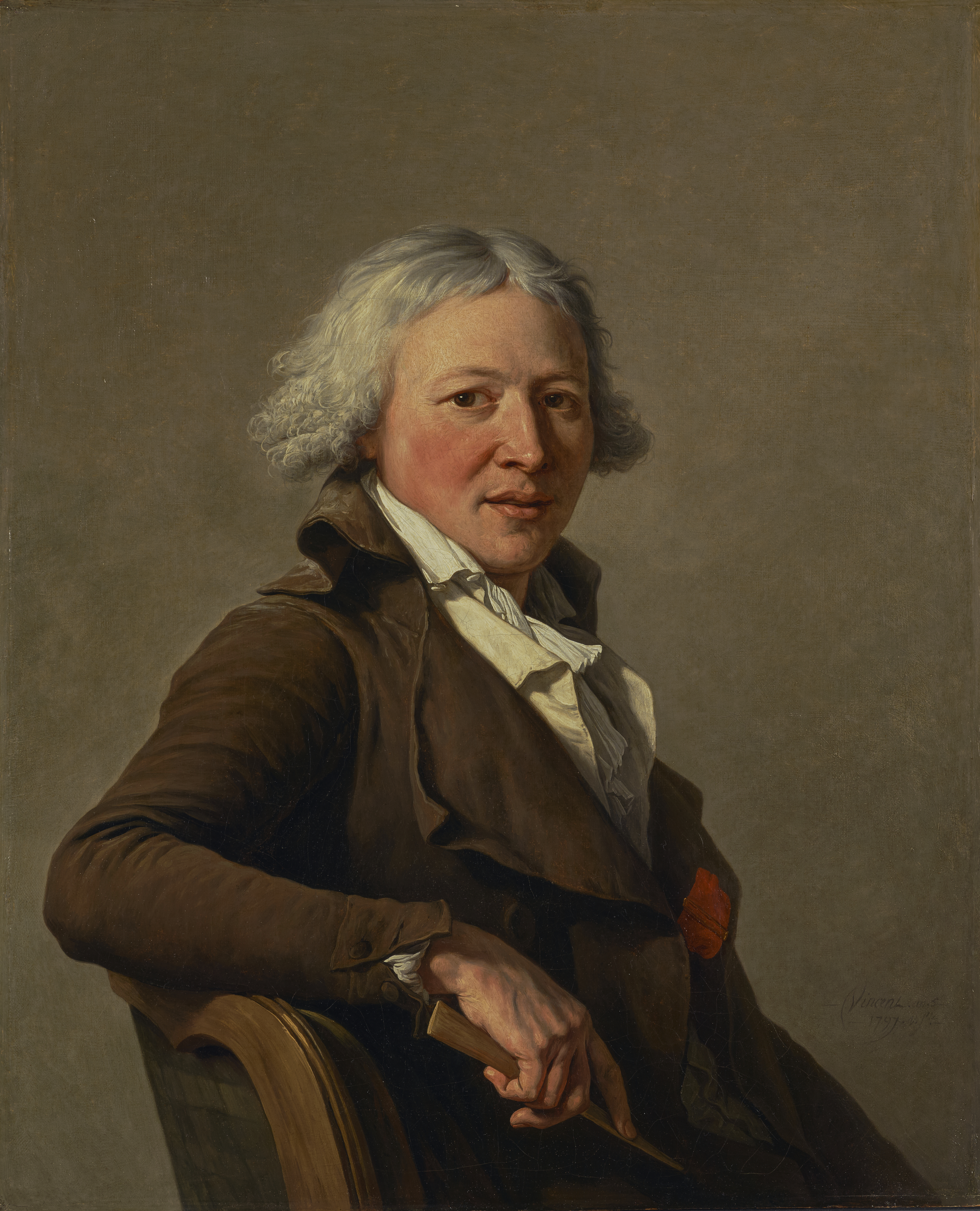
Франсуа Андре Венсан. Портрет Лорана Ролана. 1797. Музей Гетти. Лос-Анджелес

Лоран Ролан родился в 1746 году в городке Понт-а-Марк поблизости от Лилля, в семье зажиточных горожан. Юношей поступил в Рисовальную школу в Лилле, а затем уехал в Париж, где учился у Огюстена Пажу. В дальнейшем сотрудничество учителя и ученика, уже самостоятельного скульптора, продолжалось около сорока лет.
В 1771 году Лоран Ролан уехал в Рим за собственный счёт и провёл там пять лет. При этом на сегодняшний день известны только три небольших скульптуры, созданные Роланом в этот период.
В 1776 году Ролан вернулся во Францию и снова стал сотрудничать с Пажу. В следующем году он женился на Терезе Франсуазе Потен, дочери Николя Мари Потена, королевского архитектора. Другая дочь Потена была замужем за архитектором Пьером Руссо. В дальнейшем Руссо, с которым Ролан, возможно, был знаком ещё по Италии, привлёк его к скульптурному оформлению парижского отеля (особняка) Сальм, который проектировал. Пажу, со своей стороны, привлекал Ролана к работе над скульптурным оформлением Лувра и дворца Пале-Рояль.
После Великой французской революции Ролан участвовал в основании Института Франции. В 1809 году он стал профессором Высшей школы изящных искусств в Париже, сменив на этой должности Луи Буазо. Филипп Лоран Ролан скончался, находясь в должности, в 1816 году и был заменён Пьером Картелье.
Похоронен в Париже на кладбище Пер-Лашез. Его младший брат, Жак Франсуа Жозеф Ролан (1757—1804), был малоизвестным художником.
Первая биография Лорана Ролана была написана скульптором Давидом д’Анже и издана в Париже в 1847 году отдельной книгой. Сохранился бюст Ролана, который был выполнен им самим, а также его портрет работы художника Франсуа Андре Венсана.

## Галерея

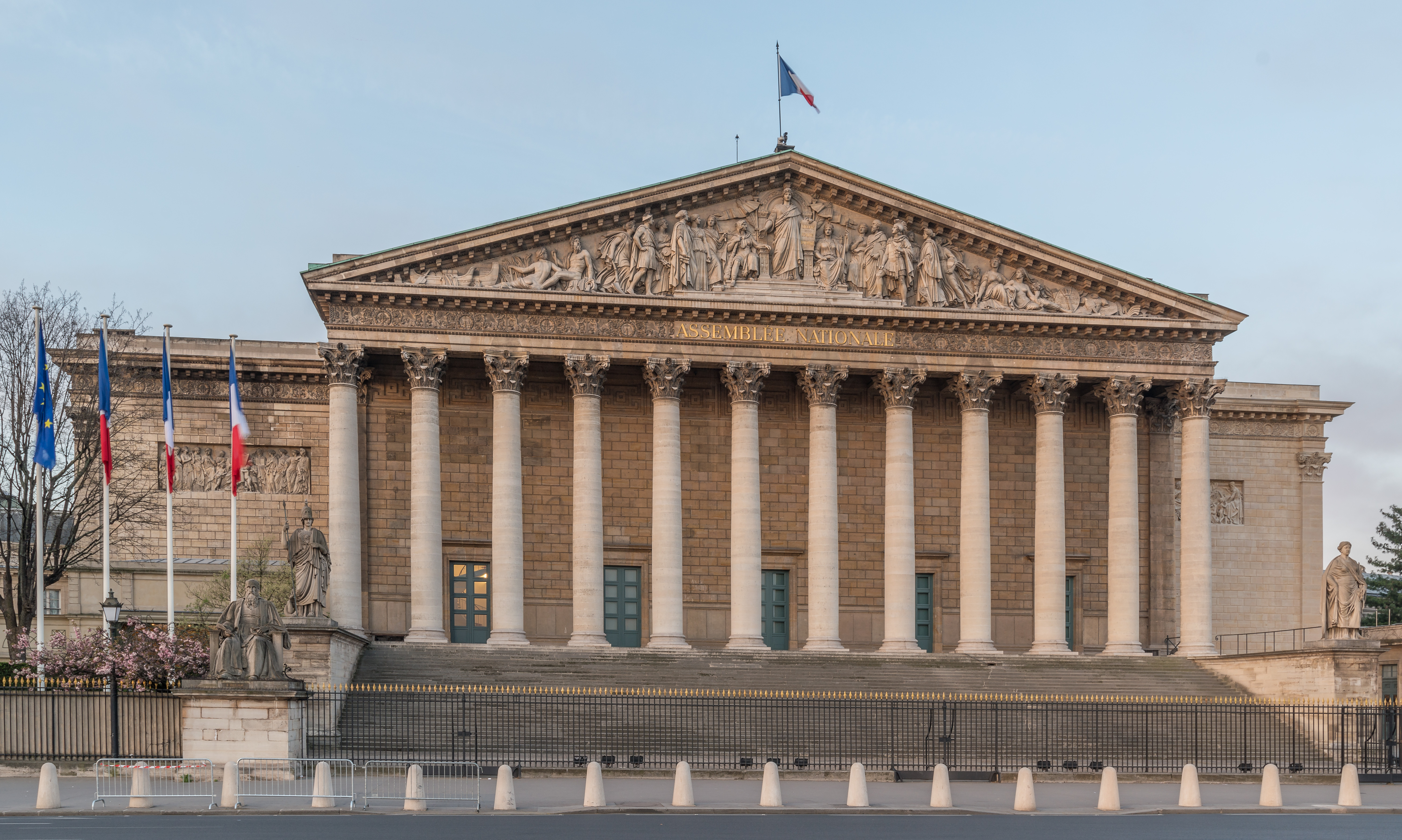
Бурбонский дворец (парламентский дворец Национального собрания Франции) в Париже. Статую Минервы (на фото — слева) выполнил Лоран Ролан
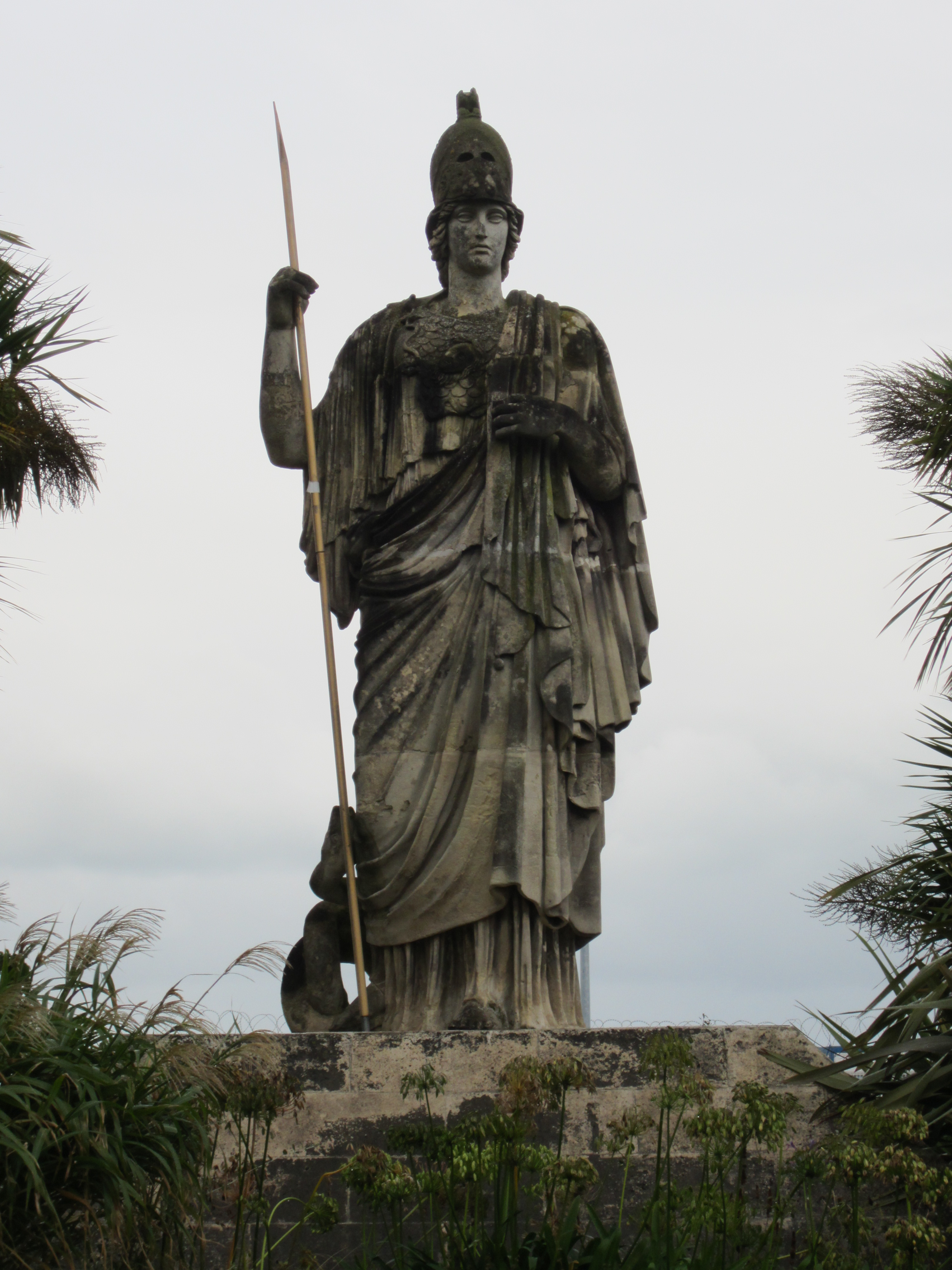
Статуя Минервы. Шербур. Версия статуи, установленной перед Бурбонским дворцом в Париже
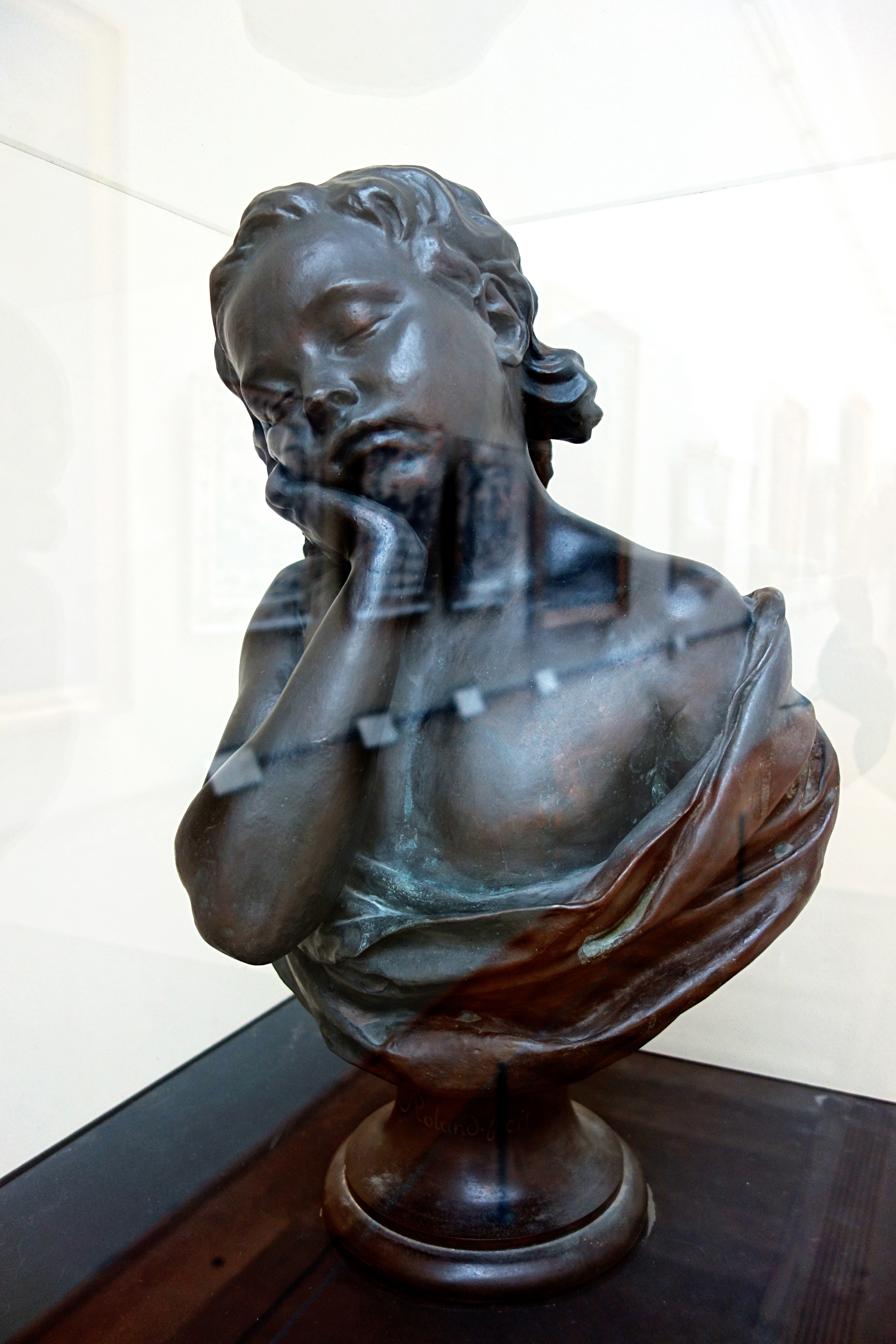
Спящая девочка. Дворец изящных искусств (Лилль)
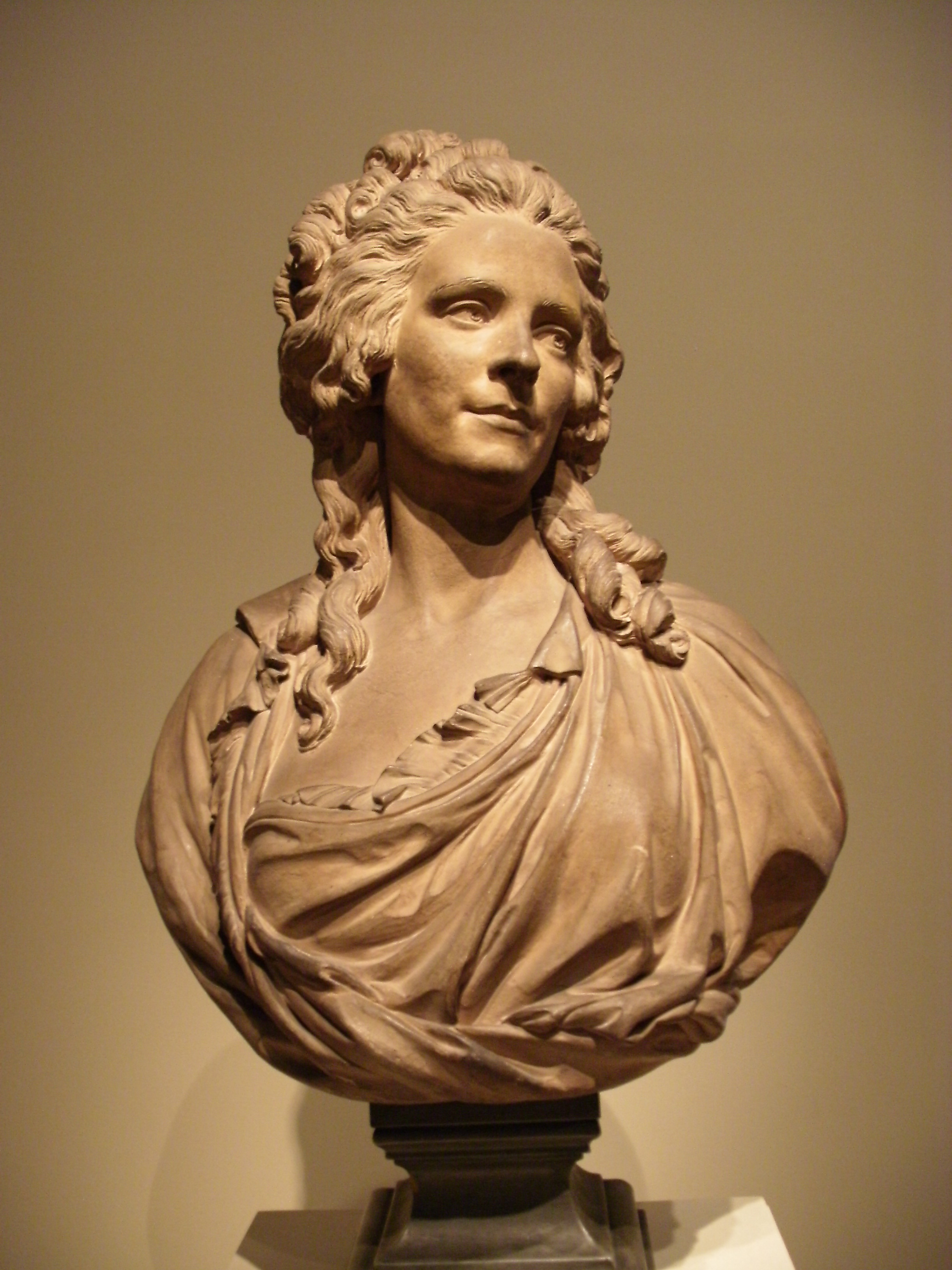
Портрет мадам Терезы Франсуазы Ролан (урождённой Потен), жены художника. Национальная галерея искусства, Вашингтон
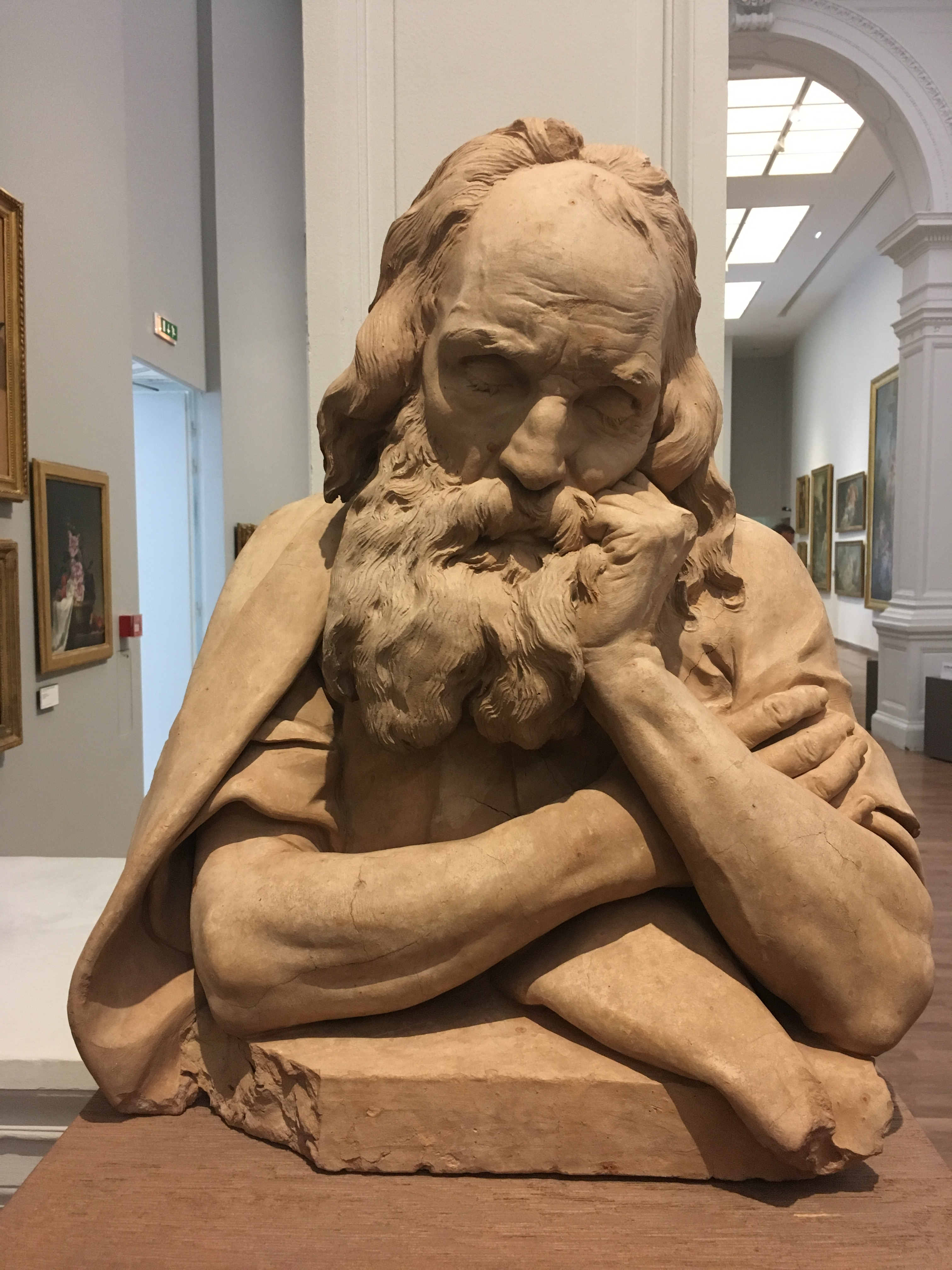
Портрет старика. Музей изящных искусств Анжера
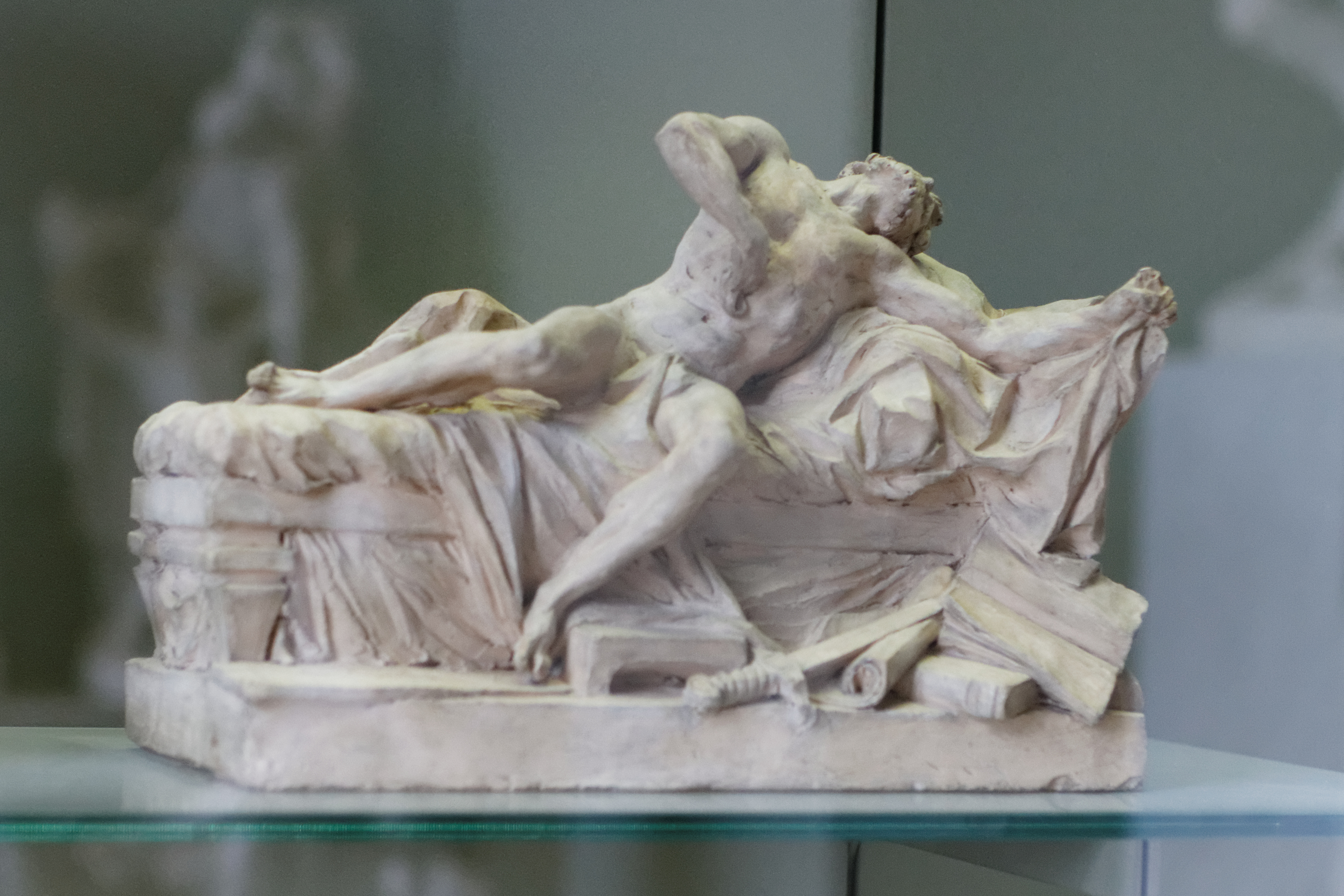
Катон Утический (гипсовая модель). Лувр
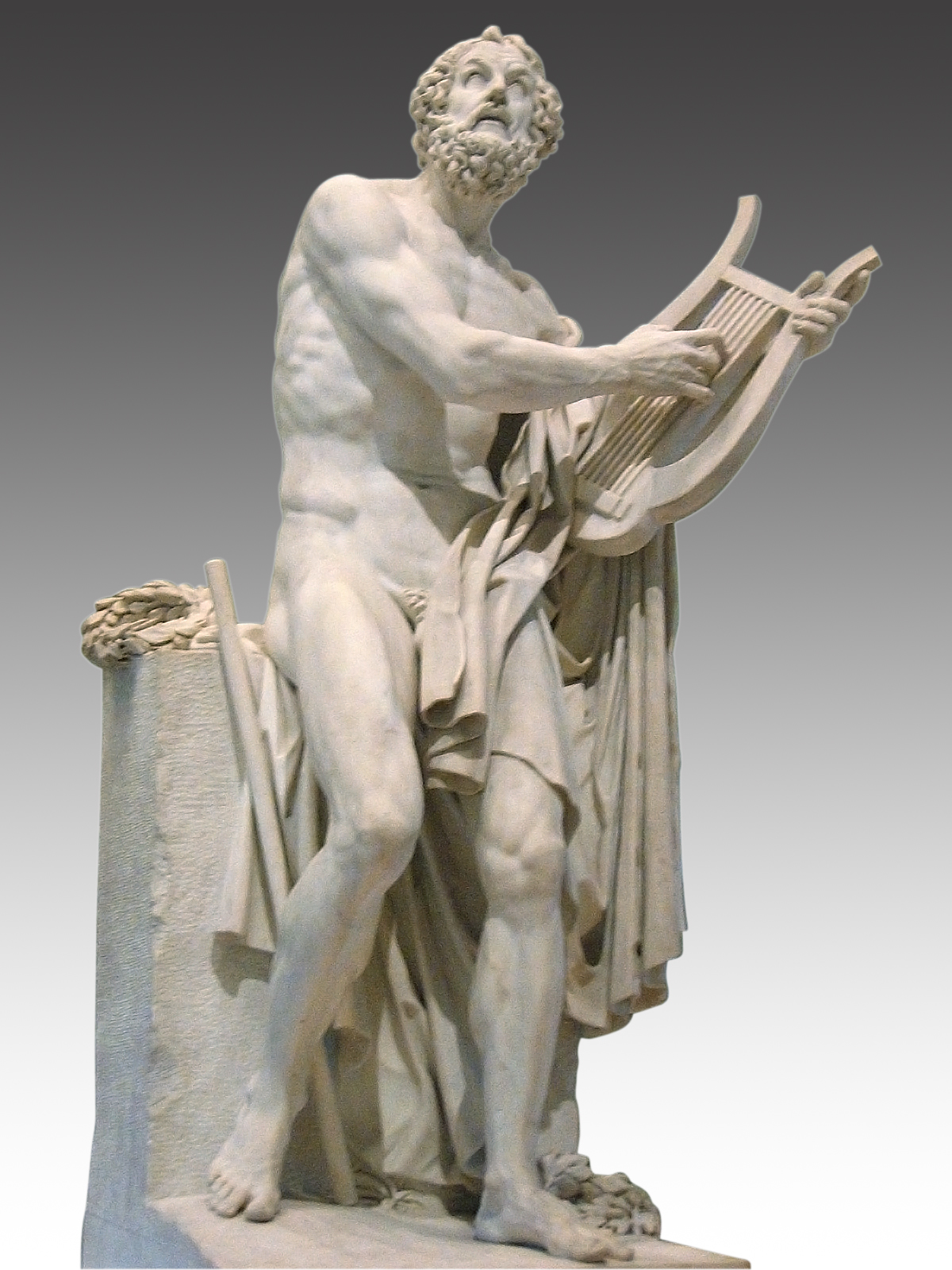
Гомер. Лувр
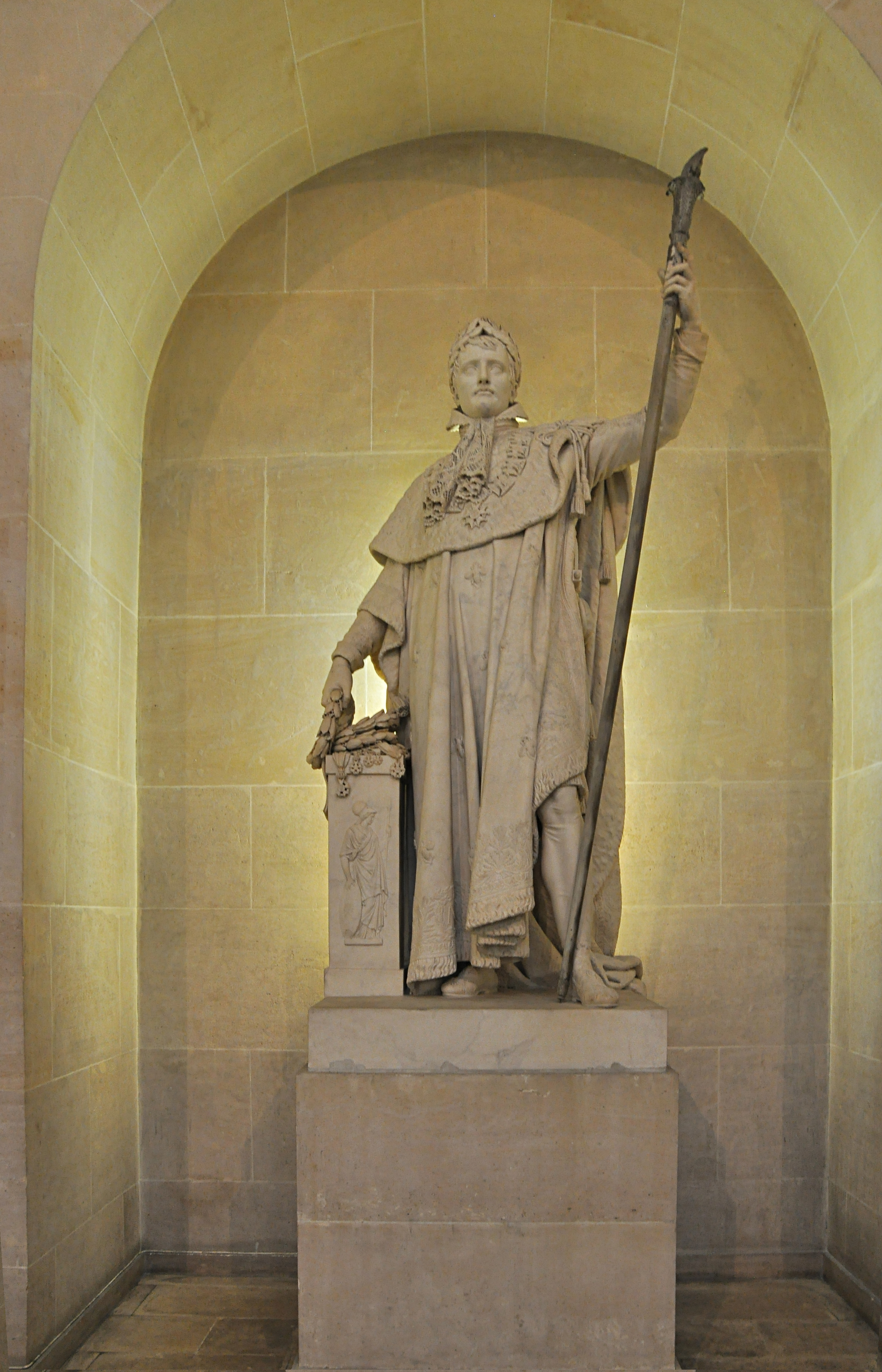
Наполеон Бонапарт. Здание Института Франции, Париж